# Stüdenitz-Schönermark
Stüdenitz-Schönermark là một đô thị thuộc huyện Ostprignitz-Ruppin, bang Brandenburg, Đức. Đô thị Stüdenitz-Schönermark có diện tích 24,34 km², dân số thời điểm 31 tháng 12 năm 2006 là 680 người.